# Megaselia groenlandica
Megaselia groenlandica är en tvåvingeart som först beskrevs av William Lundbeck 1901.  Megaselia groenlandica ingår i släktet Megaselia och familjen puckelflugor. Arten är reproducerande i Sverige. Inga underarter finns listade i Catalogue of Life.